# Kabinet-Balkenende III
Het kabinet-Balkenende III was het Nederlandse kabinet dat regeerde van 7 juli 2006 tot 22 februari 2007, met Jan Peter Balkenende als minister-president. Het was een minderheidskabinet en rompkabinet, gevormd door de politieke partijen Christen-Democratisch Appèl (CDA) en Volkspartij voor Vrijheid en Democratie (VVD) na de val van het kabinet-Balkenende II op 30 juni 2006 en met als belangrijkste taak om in de periode tot de vervroegde verkiezingen op 22 november 2006 alvast een begroting voor 2007 op te stellen en te presenteren. Op 22 februari 2007 werd het kabinet opgevolgd door het kabinet-Balkenende IV.

## Start
Op 29 juni 2006 kwam er een eind aan het kabinet-Balkenende II nadat de Tweede Kamerfractie van D66 haar steun aan het kabinet introk naar aanleiding van de affaire rondom Ayaan Hirsi Ali. Hierdoor verloor het kabinet de parlementaire meerderheid. De ministers stelden bij monde van premier Balkenende (CDA) hun functie ter beschikking van de koningin, waarmee het kabinet demissionair werd. De koningin stelde op 1 juli 2006 minister van staat en voormalig minister-president Ruud Lubbers (CDA) aan als informateur om een poging te doen tot het vormen van een nieuw (romp)kabinet. De formatie verliep snel: op 5 juli werd Jan Peter Balkenende benoemd tot formateur en deze presenteerde op 7 juli het kabinet-Balkenende III. Een groot deel van de oppositie in de Tweede Kamer was geen voorstander van deze gang van zaken. Zij ging er echter niet toe over om het kabinet meteen weg te stemmen.
D66-fractievoorzitter Lousewies van der Laan kondigde op de dag dat Balkenende tot formateur benoemd werd aan dat ze overwoog tijdens het debat over de regeringsverklaring een motie van wantrouwen in te dienen tegen het nieuwe minderheidskabinet. Zij wilde dat doen om duidelijk te maken dat zij een kabinet met Rita Verdonk als minister niet aanvaardbaar vond. Ze bracht deze dreiging echter niet in praktijk.
Het minderheidskabinet (CDA en VVD hadden samen 71 van de 150 zetels in de Tweede Kamer) moest afhankelijk van het onderwerp regeren met steun van de Lijst Pim Fortuyn (LPF), ChristenUnie (CU) en de Staatkundig Gereformeerde Partij (SGP). Voor het belastingplan kon het kabinet (ironisch genoeg) ook rekenen op de steun van de voormalige coalitiepartner D66.
Los van deze praktische beperkingen, hadden het kabinet en de bewindslieden formeel dezelfde bevoegdheden als een regulier kabinet, zoals het nemen van koninklijke besluiten en het indienen van wetten, waaronder de begrotingswetten. De partijen van het kabinet hadden overigens wel een meerderheid (zij het een minieme: 38 zetels tegenover 37 zetels) in de Eerste Kamer.
De samenstelling van het kabinet was grotendeels gelijk aan dat van Balkenende-II. Voormalig staatssecretaris Joop Wijn van Financiën werd in het nieuwe kabinet de minister van Economische Zaken, als opvolger van de D66'er Laurens Jan Brinkhorst. D66-minister Alexander Pechtold (Bestuurlijke Vernieuwing) werd opgevolgd door Atzo Nicolaï, tot dan toe staatssecretaris van Europese zaken.

## Verder verloop en personele wijzigingen
Op Prinsjesdag, 19 september 2006, presenteerde het kabinet een rijksbegroting voor 2007. Intussen waren er vervroegde verkiezingen uitgeschreven, die op 22 november gehouden zouden worden, maar daarop kon niet worden gewacht om de begroting tijdig (voor de jaarwisseling) te behandelen.

### Ministerswisselingen vanwege de Schipholbrand
Op 21 september 2006, twee dagen na Prinsjesdag en ruim twee maanden na de start van de regeringsperiode, publiceerde de Onderzoeksraad voor Veiligheid zijn eindrapport over de Schipholbrand, de brand in het cellencomplex van Schiphol (27 oktober 2005) waar 11 mensen die in vreemdelingenbewaring zaten om het leven waren gekomen. De onderzoekers uitten ernstige kritiek op de verschillende instanties die verantwoordelijk waren voor het beheer van het complex. Vanwege de conclusies traden de ministers Piet Hein Donner (Justitie) en Sybilla Dekker (VROM) af. Minister Verdonk (wel verantwoordelijk voor vreemdelingenbeleid, maar niet voor de vreemdelingenbewaring) bleef aan.
Op 22 september 2006 werd bekend dat Ernst Hirsch Ballin (CDA) en Pieter Winsemius (VVD) hun respectievelijke opvolgers werden. Hirsch Ballin werd diezelfde dag beëdigd als minister van Justitie. Op 26 september 2006 werd Pieter Winsemius benoemd als minister van Volkshuisvesting, Ruimtelijke Ordening en Milieubeheer. Beiden hadden de betreffende ministersposten jaren eerder ook al vervuld: Hirsch Ballin van 1989 tot 1994 en Winsemius van 1982 tot 1986.

### Nieuwe motie tegen Verdonk
Op 13 december dreigde voor Balkenende III een crisis na een aangenomen motie van afkeuring tegen minister Rita Verdonk (Vreemdelingenzaken) wegens haar weigering om een meerderheidsbesluit van de Tweede Kamer uit te voeren. VVD-fractievoorzitter Mark Rutte had al voor de stemming gedreigd met het opstappen van de VVD-ministers in het geval een dergelijke motie aangenomen zou worden. Na lang kabinetsberaad werd besloten dat de VVD in het belang van het land in de regering zou blijven, en dat de portefeuille vreemdelingenzaken onder verantwoordelijkheid van minister Hirsch Ballin zou komen te vallen. Verdonk bleef aan, maar met een gewijzigde portefeuille – een beslissing die tot discussie leidde onder staatsrechtgeleerden of hiermee de vertrouwensregel was geschonden.

## Ambtsbekleders
| Ambtsbekleders                                                        | Ambtsbekleders                    | Ambtsbekleders                                | Ministers / Ministerie                          | Ministers / Ministerie | Termijn                                            | Partij |
| --------------------------------------------------------------------- | --------------------------------- | --------------------------------------------- | ----------------------------------------------- | --- | -------------------------------------------------- | ------ |
|                                                                       | J.P. (Jan Peter) Balkenende       | mr.dr. J.P. (Jan Peter) Balkenende (1956)     | Minister-president / Minister                   | Algemene Zaken | 7 juli 2006 – 22 februari 2007                     | CDA    |
|                                                                       | G. (Gerrit) Zalm                  | drs. G. (Gerrit) Zalm (1952)                  | Vicepremier / Minister                          | Financiën | 7 juli 2006 – 22 februari 2007                     | VVD    |
|                                                                       | J.W. (Johan) Remkes               | J.W. (Johan) Remkes (1951)                    | Minister                                        | Binnenlandse Zaken en Koninkrijksrelaties | 7 juli 2006 – 22 februari 2007                     | VVD    |
|                                                                       | B.R. (Ben) Bot                    | mr.dr. B.R. (Ben) Bot (1937)                  | Minister                                        | Buitenlandse Zaken | 7 juli 2006 – 22 februari 2007                     | CDA    |
|                                                                       | J.P.H. (Piet Hein) Donner         | mr. J.P.H. (Piet Hein) Donner (1948)          | Minister                                        | Justitie | 7 juli 2006 – 21 september 2006 (afgetreden)       | CDA    |
|                                                                       | M.C.F. (Rita) Verdonk             | drs. M.C.F. (Rita) Verdonk (1955)             | Minister                                        | Justitie | 21 september 2006 – 22 september 2006 (waarnemend) | VVD    |
|                                                                       | E.M.H. (Ernst) Hirsch Ballin      | mr.dr. E.M.H. (Ernst) Hirsch Ballin (1950)    | Minister                                        | Justitie | 22 september 2006 – 22 februari 2007               | CDA    |
|                                                                       | J.G. (Joop) Wijn                  | mr.drs. J.G. (Joop) Wijn (1969)               | Minister                                        | Economische Zaken | 7 juli 2006 – 22 februari 2007                     | CDA    |
|                                                                       | H.G.J. (Henk) Kamp                | H.G.J. (Henk) Kamp (1952)                     | Minister                                        | Defensie | 7 juli 2006 – 22 februari 2007                     | VVD    |
|                                                                       | J.F. (Hans) Hoogervorst           | drs. J.F. (Hans) Hoogervorst (1956)           | Minister                                        | Volksgezondheid, Welzijn en Sport | 7 juli 2006 – 22 februari 2007                     | VVD    |
|                                                                       | A.J. (Aart Jan) de Geus           | mr. A.J. (Aart Jan) de Geus (1955)            | Minister                                        | Sociale Zaken en Werkgelegenheid | 7 juli 2006 – 22 februari 2007                     | CDA    |
|                                                                       | M.J.A. (Maria) van der Hoeven     | M.J.A. (Maria) van der Hoeven (1949)          | Minister                                        | Onderwijs, Cultuur en Wetenschap | 7 juli 2006 – 22 februari 2007                     | CDA    |
|                                                                       | K.M.H. (Karla) Peijs              | drs. K.M.H. (Karla) Peijs (1944)              | Minister                                        | Verkeer en Waterstaat | 7 juli 2006 – 22 februari 2007                     | CDA    |
|                                                                       | C.P. (Cees) Veerman               | dr. C.P. (Cees) Veerman (1949)                | Minister                                        | Landbouw, Natuur en Voedselkwaliteit | 7 juli 2006 – 22 februari 2007                     | CDA    |
|                                                                       | S.M. (Sybilla) Dekker             | S.M. (Sybilla) Dekker (1942)                  | Minister                                        | Volkshuisvesting, Ruimtelijke Ordening en Milieubeheer | 7 juli 2006 – 21 september 2006 (afgetreden)       | VVD    |
|                                                                       | K.M.H. (Karla) Peijs              | drs. K.M.H. (Karla) Peijs (1944)              | Minister                                        | Volkshuisvesting, Ruimtelijke Ordening en Milieubeheer | 21 september 2006 – 26 september 2006 (waarnemend) | CDA    |
|                                                                       | P. (Pieter) Winsemius             | dr. P. (Pieter) Winsemius (1942)              | Minister                                        | Volkshuisvesting, Ruimtelijke Ordening en Milieubeheer | 26 september 2006 – 22 februari 2007               | VVD    |
| Ambtsbekleders                                                        | Ambtsbekleders                    | Ambtsbekleders                                | Ministers / Portefeuille / Ministerie           | Ministers / Portefeuille / Ministerie | Termijn                                            | Partij |
|                                                                       | A. (Atzo) Nicolaï                 | mr.drs. A. (Atzo) Nicolaï (1960–2020)         | Minister                                        | • Bestuurlijke vernieuwing • Koninkrijksrelaties (Binnenlandse Zaken en Koninkrijksrelaties)                                                                   | 7 juli 2006 – 22 februari 2007                     | VVD    |
|                                                                       | Agnes van Ardenne                 | A.M.A. (Agnes) van Ardenne (1950)             | Minister                                        | • Ontwikkelingssamenwerking (Buitenlandse Zaken) | 7 juli 2006 – 22 februari 2007                     | CDA    |
|                                                                       | M.C.F. (Rita) Verdonk             | drs. M.C.F. (Rita) Verdonk (1955)             | Minister                                        | • Integratie • Immigratie • Asielzaken • Vreemdelingenzaken (Justitie)                                                                                         | 7 juli 2006 – 13 december 2006                     | VVD    |
| • Integratie • Jeugdbescherming • Reclassering • Preventie (Justitie) | M.C.F. (Rita) Verdonk             | drs. M.C.F. (Rita) Verdonk (1955)             | Minister                                        | 13 december 2006 – 22 februari 2007 |                                                    | VVD    |
| Ambtsbekleders                                                        | Ambtsbekleders                    | Ambtsbekleders                                | Staatssecretarissen / Portefeuille / Ministerie | Staatssecretarissen / Portefeuille / Ministerie | Termijn                                            | Partij |
|                                                                       | C.E.G. (Karien) van Gennip        | ir. C.E.G. (Karien) van Gennip (1968)         | Staatssecretaris                                | • Internationale Handel • Exportbevordering • Midden- en Kleinbedrijf • Consumentenbeleid • Telecommunicatie • Toerisme • PTT (Economische Zaken)              | 27 mei 2003 – 22 februari 2007                     | CDA    |
|                                                                       | C. (Cees) van der Knaap           | C. (Cees) van der Knaap (1951)                | Staatssecretaris                                | • Materieelvoorzieningen • Personeelsbeleid (Defensie) | 7 juli 2006 – 22 februari 2007                     | CDA    |
|                                                                       |                                   | drs. C.I.J.M. (Clémence) Ross-van Dorp (1957) | Staatssecretaris                                | • Jeugdbeleid • Ouderenbeleid • Gehandicaptenbeleid • Verpleging- en Verzorging • Medische Ethiek • Biotechnologie • Sport (Volksgezondheid, Welzijn en Sport) | 7 juli 2006 – 22 februari 2007                     | CDA    |
|                                                                       | H.A.L. (Henk) van Hoof            | H.A.L. (Henk) van Hoof (1947)                 | Staatssecretaris                                | • Sociale Zekerheid • Arbeidsomstandigheden • Armoedebeleid • Bijstandszaken • Pensioenen (Sociale Zaken en Werkgelegenheid)                                   | 7 juli 2006 – 22 februari 2007                     | VVD    |
|                                                                       | B.J. (Bruno) Bruins               | mr.drs. B.J. (Bruno) Bruins (1963)            | Staatssecretaris                                | • Speciaal Onderwijs • Beroepsgericht Onderwijs • Volwassenenonderwijs • Hoger Onderwijs • Wetenschapsbeleid (Onderwijs, Cultuur en Wetenschap)                | 7 juli 2006 – 22 februari 2007                     | VVD    |
|                                                                       | M.H. (Melanie) Schultz van Haegen | drs. M.H. (Melanie) Schultz van Haegen (1970) | Staatssecretaris                                | • Wegverkeer • Openbaar Vervoer • Luchtvaart • Spoorwegen • Scheepvaart • Waterbeleid • KNMI (Verkeer en Waterstaat)                                           | 7 juli 2006 – 22 februari 2007                     | VVD    |
|                                                                       | P.L.B.A. (Pieter) van Geel        | drs. P.L.B.A. (Pieter) van Geel (1951)        | Staatssecretaris                                | • Milieuzaken • Natuurbeheer (Volkshuisvesting, Ruimtelijke Ordening en Milieubeheer)                                                                          | 7 juli 2006 – 22 februari 2007                     | CDA    |
| Bron: Kabinet-Balkenende III Rijksoverheid.nl                         |                                   |                                               |                                                 | |                                                    |        |

## Kabinetsformatie
- Aanleiding: affaire rondom de nationaliteit van Ayaan Hirsi Ali, zie Val van het kabinet-Balkenende II
- Ontslagaanvraag vorig kabinet kabinet-Balkenende II: 30 juni 2006
- Beëdiging kabinet: 7 juli 2006
- Duur formatie: 7 dagen
- Informateur
  - Ruud Lubbers (CDA), (1 juli 2006 – 4 juli 2006) 4 dagen
- Formateur
  - Jan Peter Balkenende (CDA), (5 juli 2006 – 7 juli 2006) 3 dagen